# Arturo Jáuregui Peña
Luis Arturo Jáuregui Peña (Santiago del Cile, 17 ottobre 1956 – 30 marzo 2023) è stato un calciatore cileno, di ruolo centrocampista.

## Carriera

### Club
Ha militato in patria nel Colo-Colo e Unión Española.

### Nazionale
Con la Nazionale cilena ha partecipato in 3 fiammiferi.